# 菲尼克斯城
菲尼克斯城（英語：Phenix City）是美国亚拉巴马州下属的一座城市。面积约为27.75平方英里（约合71.88平方公里）。根据2010年美国人口普查，该市有人口32,822人，人口密度为1,182.60/平方英里（约合456.62/平方公里）。